# Magyarország az 1988-as junior atlétikai világbajnokságon
Magyarország a kanadai Sudburyban megrendezett 1988-as junior atlétikai világbajnokság egyik részt vevő nemzete volt, 18 sportolóval képviseltette magát.

## Érmesek
| Érem      | Versenyző      | Versenyszám | Dátum      |
| --------- | -------------- | ----------- | ---------- |
| Aranyérem | Bagyula István | Rúdugrás    | július 28. |

## Eredmények

### Férfi
| Versenyző      | Versenyszám     | Előfutam | Előfutam | Negyeddöntő | Negyeddöntő | Elődöntő | Elődöntő | Döntő    | Döntő    |
| Versenyző      | Versenyszám     | Idő      | Hely.    | Idő         | Hely.       | Idő      | Hely.    | Idő      | Helyezés |
| -------------- | --------------- | -------- | -------- | ----------- | ----------- | -------- | -------- | -------- | -------- |
| Zajovics Csaba | 100 m           | 10,69    | 1.       | 10,94       | 5.          | kiesett  | kiesett  | kiesett  | kiesett  |
| Zajovics Csaba | 200 m           | 21,34    | 3.       |             |             | 21,08    | 3.       | 21,23    | 8.       |
| Káldy Zoltán   | 10 000 m        |          |          |             |             |          |          | 29:08,36 | 5.       |
| Káldy Zoltán   | 20 km           |          |          |             |             |          |          | 1:00,54  | 4.       |
| Sági Ferenc    | 20 km           |          |          |             |             |          |          | 1:03,06  | 9.       |
| Kriszt Károly  | 10 km gyaloglás |          |          |             |             |          |          | 46:24,72 | 16.      |

| Versenyző      | Versenyszám   | Selejtező | Selejtező | Döntő    | Döntő     |
| Versenyző      | Versenyszám   | Eredmény  | Hely.     | Eredmény | Helyezés  |
| -------------- | ------------- | --------- | --------- | -------- | --------- |
| Bagyula István | Rúdugrás      | 5,15 m    | 1.        | 5,65 m   | Aranyérem |
| Rédei László   | Kalapácsvetés | 64,76 m   | 3.        | 65,08 m  | 5.        |
| Verebes János  | Kalapácsvetés | 64,08 m   | 4.        | 64,78 m  | 6.        |

| Versenyző       | Versenyszám | 100 m | Távolugrás | Súlylökés | Magasugrás | 400 m | 110 m gát | Diszkoszvetés | Rúdugrás | Gerelyhajítás | 1500 m  | Végeredmény | Végeredmény |
| Versenyző       | Versenyszám | Idő   | Eredmény   | Eredmény  | Eredmény   | Idő   | Idő       | Eredmény      | Eredmény | Eredmény      | Idő     | Pont        | Helyezés    |
| --------------- | ----------- | ----- | ---------- | --------- | ---------- | ----- | --------- | ------------- | -------- | ------------- | ------- | ----------- | ----------- |
| Munkácsy Sándor | Tízpróba    | 11,55 | 6,98 m     | 10,84 m   | 1,92 m     | 50,41 | 15,35     | 36,12 m       | 4,20 m   | 47,82 m       | 4:17,96 | 7063        | 7.          |

### Női
| Versenyző                                                   | Versenyszám | Előfutam | Előfutam | Elődöntő | Elődöntő | Döntő   | Döntő    |
| Versenyző                                                   | Versenyszám | Idő      | Hely.    | Idő      | Hely.    | Idő     | Helyezés |
| ----------------------------------------------------------- | ----------- | -------- | -------- | -------- | -------- | ------- | -------- |
| Fodor Kinga                                                 | 200 m       | 25,49    | 6.       | kiesett  | kiesett  | kiesett | kiesett  |
| Bátori Noémi                                                | 400 m       | 54,97    | 4.       | 56,09    | 7.       | kiesett | kiesett  |
| Fogarassy Katalin                                           | 400 m       | 56,35    | 4.       | kiesett  | kiesett  | kiesett | kiesett  |
| Todorán Erzsébet                                            | 800 m       | 2:07,12  | 2.       | 2:09,99  | 8.       | kiesett | kiesett  |
| Bálint Mónika                                               | 800 m       | 2:06,45  | 3.       | 2:08,33  | 7.       | kiesett | kiesett  |
| Bálint Mónika                                               | 1500 m      | 4:26,07  | 4.       |          |          | 4:19,77 | 7.       |
| Antók Zsófia                                                | 400 m gát   | 59,90    | 2.       | 60,18    | 7.       | kiesett | kiesett  |
| Antók Zsófia Fogarassy Katalin Todorán Erzsébet Fodor Kinga | 4 × 400 m   | 3:48,71  | 5.       |          |          | kiesett | kiesett  |

| Versenyző     | Versenyszám | Selejtező | Selejtező | Döntő    | Döntő    |
| Versenyző     | Versenyszám | Eredmény  | Hely.     | Eredmény | Helyezés |
| ------------- | ----------- | --------- | --------- | -------- | -------- |
| Kovács Judit  | Távolugrás  | 5,91 m    | 10.       | kiesett  | kiesett  |
| Csapó Katalin | Távolugrás  | 6,17 m    | 1.        | 6,22 m   | 7.       |

| Versenyző    | Versenyszám | 100 m gát | Magasugrás | Súlylökés | 200 m | Távolugrás | Gerelyhajítás | 800 m   | Végeredmény | Végeredmény |
| Versenyző    | Versenyszám | Idő       | Eredmény   | Eredmény  | Idő   | Eredmény   | Eredmény      | Idő     | Pont        | Helyezés    |
| ------------ | ----------- | --------- | ---------- | --------- | ----- | ---------- | ------------- | ------- | ----------- | ----------- |
| Ináncsi Rita | Hétpróba    | 14,58     | 1,74 m     | 12,52 m   | 25,63 | 5,96 m     | 44,88 m       | 2:24,05 | 5693        | 7.          |
| Bálint Zita  | Hétpróba    | 14,47     | 1,62 m     | 11,38 m   | 25,96 | 5,59 m     | 34,82 m       | 2:26,66 | 5122        | 18.         |